# Bussunda
Bussunda, pseudonimo di Cláudio Besserman Vianna (Rio de Janeiro, 25 giugno 1962 – Vaterstetten, 17 giugno 2006), è stato un umorista, personaggio televisivo, autore televisivo, imitatore ed attore brasiliano.

## Biografia
Tra i cabarettisti e imitatori più noti in Brasile, faceva parte del gruppo di comici Casseta & Planeta coi cui programmi televisivi aveva raggiunto la celebrità. Particolarmente noto divenne per la parodia dei calciatori Ronaldo e Maradona, e del presidente brasiliano Luiz Inácio Lula da Silva, ma anche per aver prestato la voce a Shrek nei primi due omonimi film.
Morì per un attacco cardiaco mentre si trovava in Germania, dove seguiva le partite del campionato mondiale di calcio 2006 per Rede Globo, la rete televisiva che trasmetteva i programmi di Casseta & Planeta. Sentitosi male dopo una partita di calcio, la sera del 16 giugno, rifiutò le cure mediche e venne stroncato da un infarto la mattina successiva, nel suo albergo nei pressi di Monaco di Baviera. Era di religione ebraica.